# 勒韦勒 (索姆省)
勒韦勒（法語：Revelles，法語發音：[ʁəvɛl]）是法国索姆省的一个市镇，位于该省中南部偏西，属于亚眠区和亚眠都会城市公共社区，其市镇面积为14.41平方公里，2022年1月1日时人口数量为518人。
勒韦勒是亚眠都会城市公共社区的组成部分。

## 行政
勒韦勒的邮政编码为80540，INSEE市镇编码为80670。

## 地理

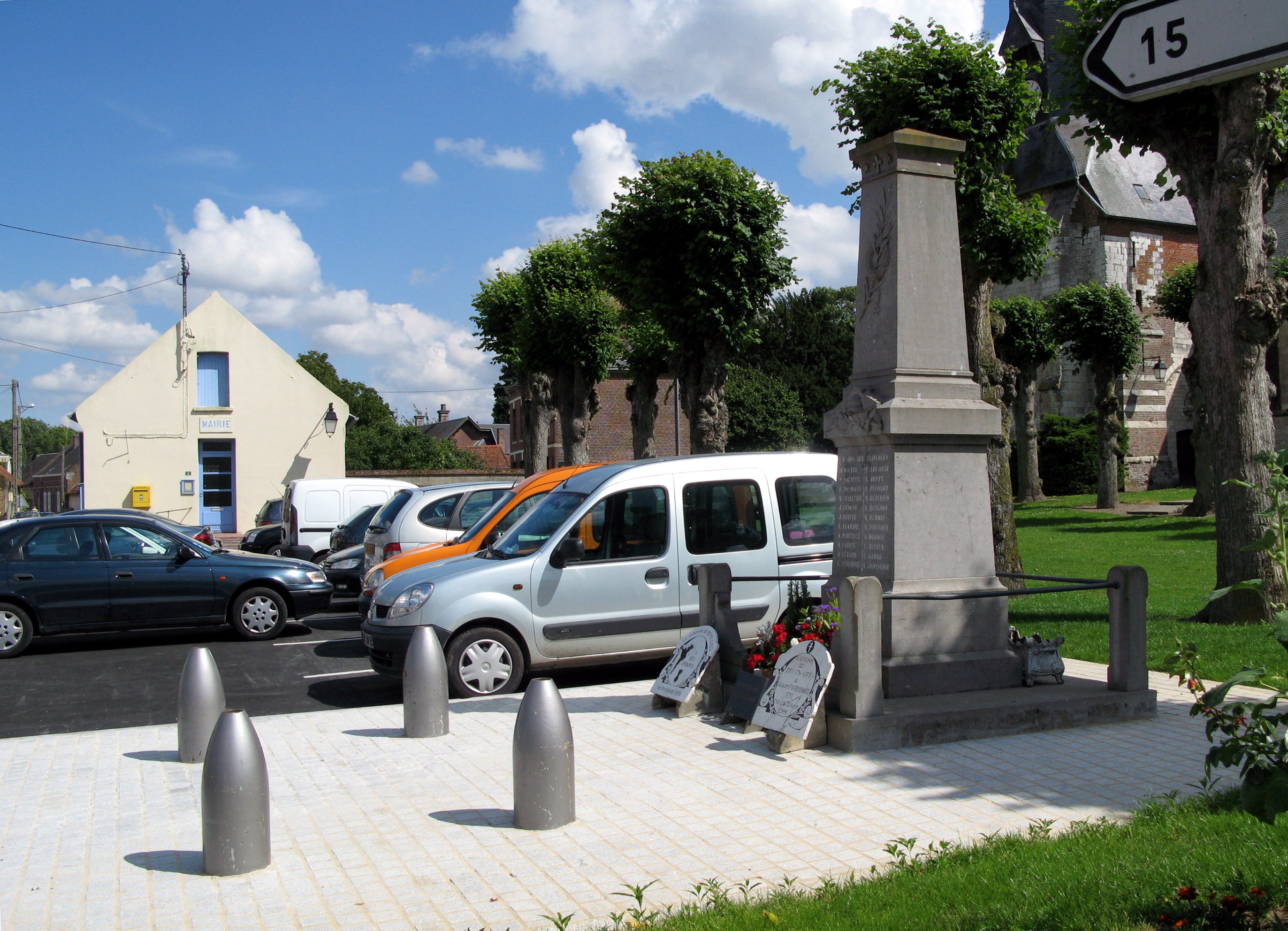
勒韦勒镇中心的战争遇难者纪念碑

勒韦勒（49°50'56"N, 2°7'16"E）位于法国北部，上法兰西大区中西部和索姆省中南部偏西。
与勒韦勒接壤的市镇包括：克莱里-索尔舒瓦、克勒兹、弗吕、弗雷努瓦欧瓦勒、楠普斯迈尼勒、皮西、克沃维莱。
勒韦勒属于索姆河流域。境内以丘陵为主，镇中心位于一处谷地之中。
按照柯本气候分类法，勒韦勒属于温带海洋性气候，全年温差较小，降水分布均匀。

## 历史
勒韦勒历史上长期为一普通村落，中世纪出现教堂，法国大革命后成为一个市镇。

## 交通
索姆省省道D51线、D97线和D1029线经过勒韦勒境内。

## 政治
现任勒韦勒市长为让-马克·若沃莱先生（Jean-Marc Jovelet）。

## 人口
| 年份   | 1936 | 1946 | 1954 | 1962 | 1968 | 1975 | 1982 | 1990 | 1999 | 2006 | 2007 | 2012 | 2018 |
| ------ | ---- | ---- | ---- | ---- | ---- | ---- | ---- | ---- | ---- | ---- | ---- | ---- | ---- |
| 人口數 | 285  | 329  | 292  | 355  | 346  | 362  | 396  | 466  | 506  | 532  | 537  | 547  | 504  |

## 景观

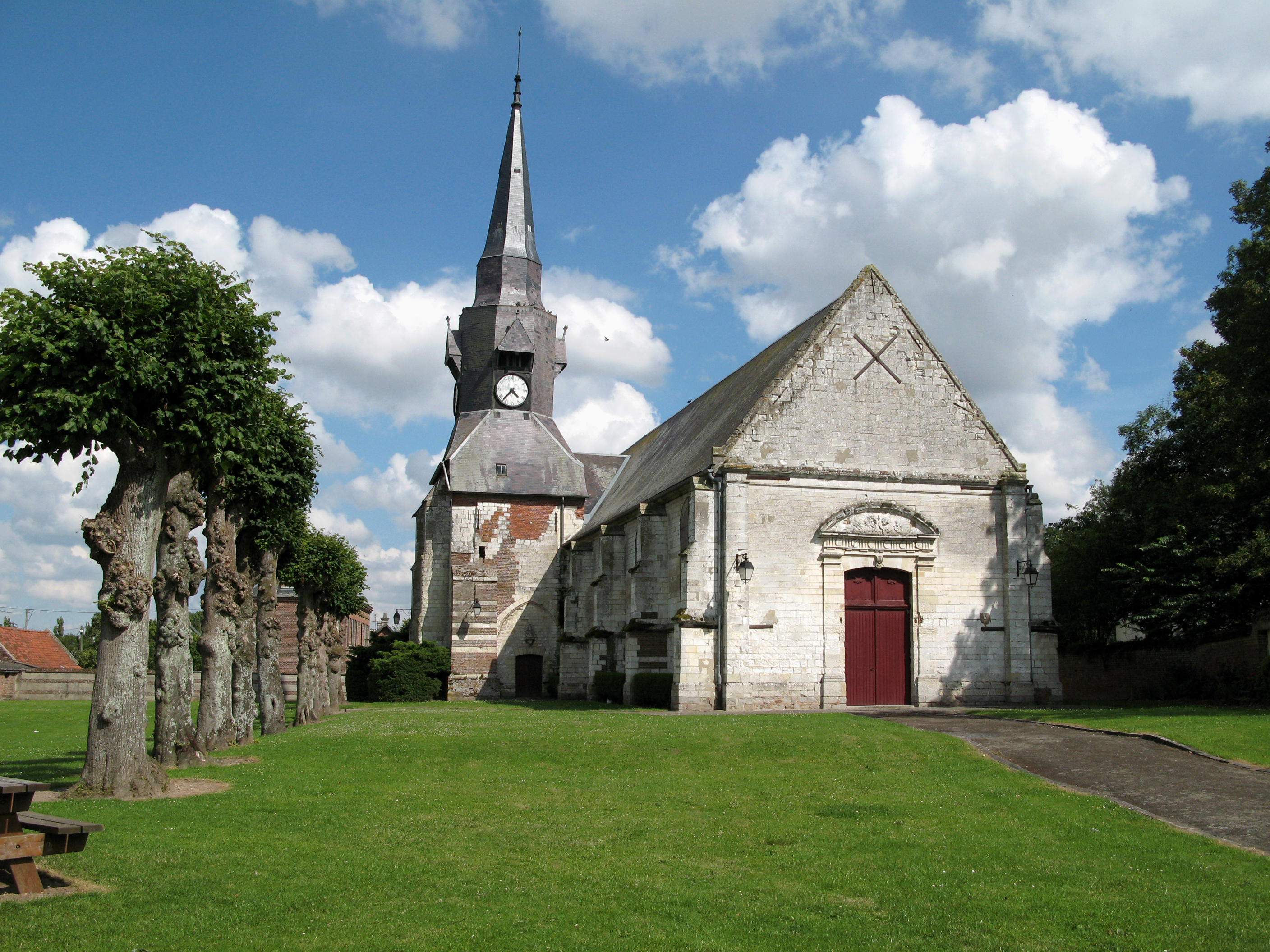
勒韦勒教堂

勒韦勒境内有一处教堂。